# Guillaume de Bray
Guillaume de Bray ou Willelmus de Braï, né à Bray (sur Seine, actuel département de la Seine-et-Marne) et mort le 29 avril 1282 à Orvieto en Italie, est un homme d'Église français du XIIIe siècle, élevé au rang de cardinal en 1262.
C'est aussi un mathématicien[réf. nécessaire], un jurisconsulte et un poète.

## Biographie

### Carrière
Doyen du chapitre des chanoines de la cathédrale de Laon, il est aussi archidiacre dans le diocèse de Reims.
Il est élevé au cardinalat par Urbain IV (pape de 1261 à 1264, originaire de Troyes, en Champagne), lors d'un consistoire tenu le 22 mai 1262. La cause précise de cette promotion n'est pas connue. 
Il devient titulaire, en tant que cardinal-prêtre, de la paroisse romaine de Saint-Marc du Capitole.
Il apparait comme signataire d'un certain nombre de bulles pontificales, de 1262 à 1279. Il ne semble pas avoir été chargé de missions particulières (nonciature, par exemple) pour la papauté.
Il participe à l'élection pontificale de 1264-1265 (élection de Clément IV), à celle de 1268-1271 (élection de Grégoire X), au premier conclave de 1276 (élection d'Innocent VI), au deuxième conclave (élection d'Adrien V), au troisième conclave (élection de Jean XXI), au conclave de 1277 (élection de  Nicolas III) et au conclave de 1280-1281 (élection de Martin IV).

### Mort et funérailles
Mort à Orvieto, ville d'Ombrie (à l'époque dans les États pontificaux) située à une centaine de kilomètres au nord de Rome, il est inhumé dans l'église Saint-Dominique de cette ville. Un mausolée est érigé par le sculpteur Arnolfo di Cambio (vers 1245-vers 1305).
Le tombeau du cardinal est toujours dans cette église, mais a subi un certain nombre de vicissitudes au cours des temps.